# Aree storiche di Gyeongju
Le aree storiche di Gyeongju (in coreano: 경주 역사유적 지구 in hangŭl, 慶州歷史遺蹟地區 in hanja) sono un sito che nel 2000 è stato inserito nell'elenco dei Patrimoni dell'umanità dell'UNESCO che si trovano in Corea del Sud. Le aree protette abbracciano le rovine di templi, palazzi, pagode, statue e altri artefatti del regno Silla. Le aree storiche sono conosciute come uno dei più grandi musei all'aperto del mondo.

## Il monte Namsan
La catena del monte Namsan è un gruppo di queste aree storiche che si trova sul monte omonimo, ritenuto sacro dalla popolazione Silla. Qui sono stati trovati artefatti sia di origine buddhista che relativo allo sciamanesimo, precedente all'introduzione del Buddhismo in Corea. Tra le rovine buddhiste si trovano 122 templi, 53 statue in pietra, 64 pagode in pietra e 16 lanterne. Oltre a queste vi sono anche la fortezza del monte Namsan (costruita nel 591), il padiglione Poseokjeong e lo stagno artificiale Seochulji.
Il monte Namsan, famoso per le numerose figure di Buddha scavate nella roccia, mostra il progresso dell'arte del popolo Silla in un lungo periodo di tempo; la più famosa si trova nella valle Tapgol e consiste di tre muri decorati con immagini di Buddha e dei suoi discepoli. Sulle pendici del monte si trovano anche tumuli funerari dei sovrani Silla, datati fra il II e il X secolo.

## Wolseong
Le attrazioni principali della cosiddetta cintura Wolseong sono costituite dalle rovine del Banwolseong (palazzo-fortezza della mezza luna), dalla foresta di Gyerim, dalle rovine dei padiglioni (in parte ricostruiti) dello stagno artificiale di Anapji, dalle rovine del palazzo Imhaejeon e dal famoso osservatorio astronomico Cheomseongdae.

## Il parco dei tumuli
Questa zona consiste di tre gruppi di parchi reali. La maggior parte dei tumuli hanno la forma di cupole o cumuli di terra, mentre una piccola parte di essi ha la forma di zucche o mezze lune. Le tombe sottoposte a scavi archeologici hanno rivelato bare in legno coperte di ghiaia e contenenti ricchi doni in oro, vetro e ceramica. La tomba più famosa è quella detta del cavallo divino, che conteneva un dipinto su legno di betulla rappresentante un cavallo alato.

## Hwangnyongsa
Questo gruppo di rovine è concentrato intorno ai templi di Hwangnyongsa e Bunhwangsa. Secondo quanto si può intuire dagli scavi archeologici, Hwangnyongsa era il più grande tempio della Corea con un'estensione di 72.500 metri quadri. Il tempio Bunhwangsa oggi è una parte di ciò che doveva essere in origine, uno dei più importanti templi buddhisti. Un altro edificio della zona è una pagoda costruita con pietre simili a mattoni, che probabilmente aveva sette o nove piani, ma di cui ne restano solamente tre.